# Gustav Verclas
Gustav Heinrich Karl Verclas (* 28. Oktober 1853 in Hannover; † 2. April 1925 ebenda) war ein deutscher Schlossermeister, Unternehmer, Erfinder und Stifter. Er war eine der bekannten Persönlichkeiten seiner Heimatstadt.

## Leben
Gustav Verclas war ein Abkömmling der Familie Verclas, die sich männlicherseits bis zu dem im 17. Jahrhundert in Burggräfenrode tätigen Pfarrer Augustinus Verclasius zurückverfolgen lässt. Gustav Verclas wurde 1853 in der Residenzstadt des Königreichs Hannover geboren als ältestes von drei Kindern des Kassengehilfen Georg Friedrich Heinrich Otto Verclas (1828–1866), dem Sohn des Königlichen Hofcouriers, Hoflacais und Hof-Fouriers Heinrich Christian Carl Verclas (1783–1838) und der Justine Elisabeth Gärtner (1787–1868). Seine Mutter war Sophie Charlotte Louise Wilhelmine, geborene Engel (1828–1906), ältestes von vier Kindern des aus Aerzen stammenden Bürgers und „Schlösseramtsmeisters“ Christian Eberhard Engel (1781–1852) und der Hanna Helene Henriette Schmidt (1797–1842).
Wohl in der Gründerzeit des Deutschen Kaiserreichs eröffnete Gustav Verclas im Heckengang 2, einer Straße nördlich entlang des Gartenfriedhofs, beziehungsweise in der Arnswaldtstraße, die jedoch erst 1888 amtlich angelegt wurde, spätestens in den 1870er Jahren einen Kunst- und Bauschlosser-Betrieb. Dieses Unternehmen verlegte er später in eine neu errichtet Fabrik an der Marienstraße, die jedoch – ähnlich wie seine private Villa, die er mit einer Zentralheizung ausstatten ließ – nicht an die Straßenfront gebaut war.

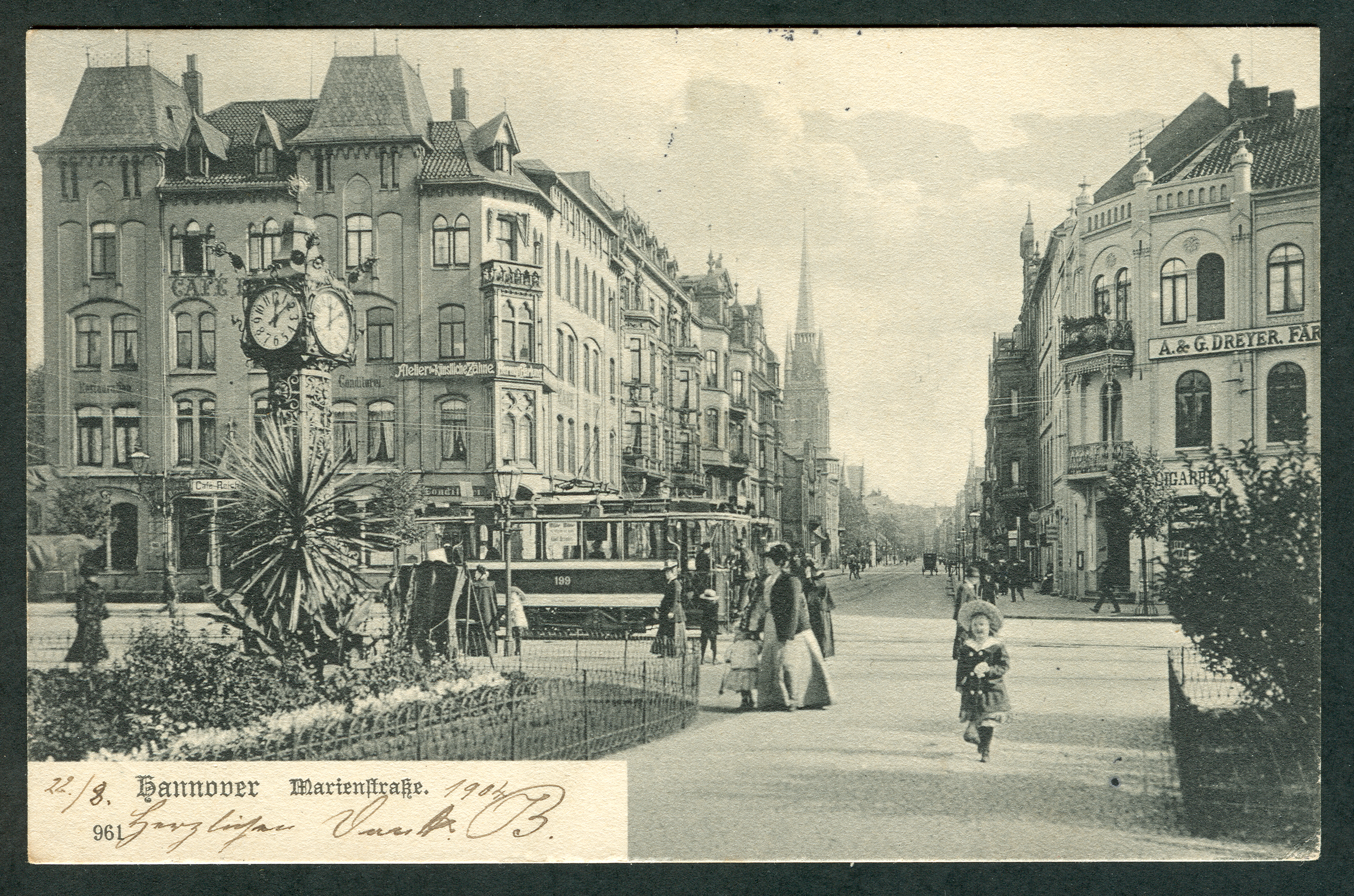
Die Verclas-Normaluhr im Vordergrund links zwischen Palmen auf dem Aegidientorplatz vor dem Café Rabe in der Fluchtlinie der Marienstraße;
Ansichtskarte (Lichtdruck) Nummer 961 von Karl F. Wunder, um 1900

Zahlreiche Werke von Verclas, zum Teil als Kunst im öffentlichen Raum, waren in Hannover lange mit einem Text-Schild „Kunst- und Bauschlosserei Gustav Verclas“ zu finden. Zu den wohl bekanntesten Stücken zählt laut einer Enkelin von Verclas, der Oberin Ursula Müller, die 1877 auf dem Aegidientorplatz als Stiftung aufgestellte Verclas-Normaluhr, die rund 100 Jahrhundert später verschollen ging.

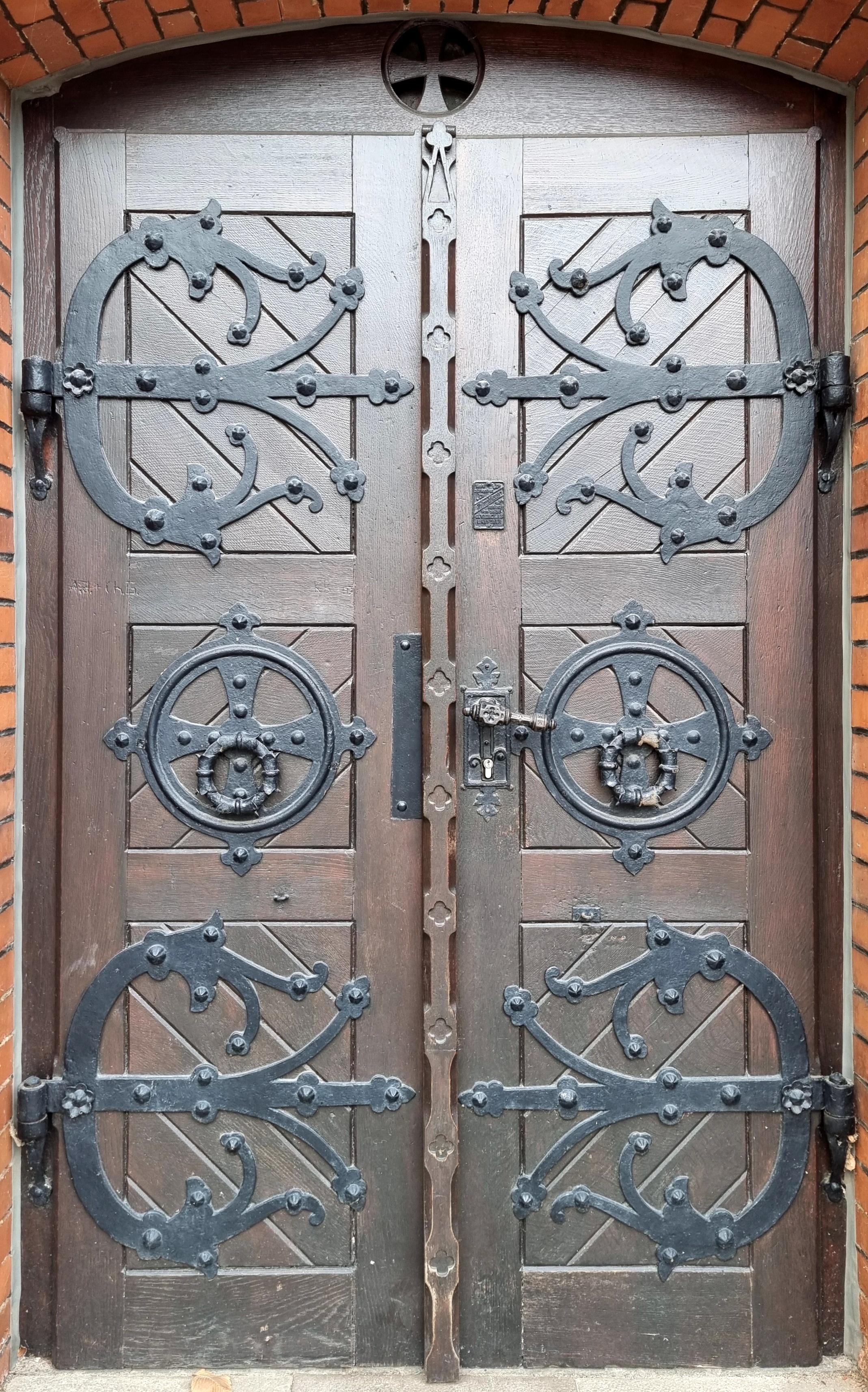
Schmiedearbeiten am Haupteingang der Michaeliskirche in Hannover-Ricklingen

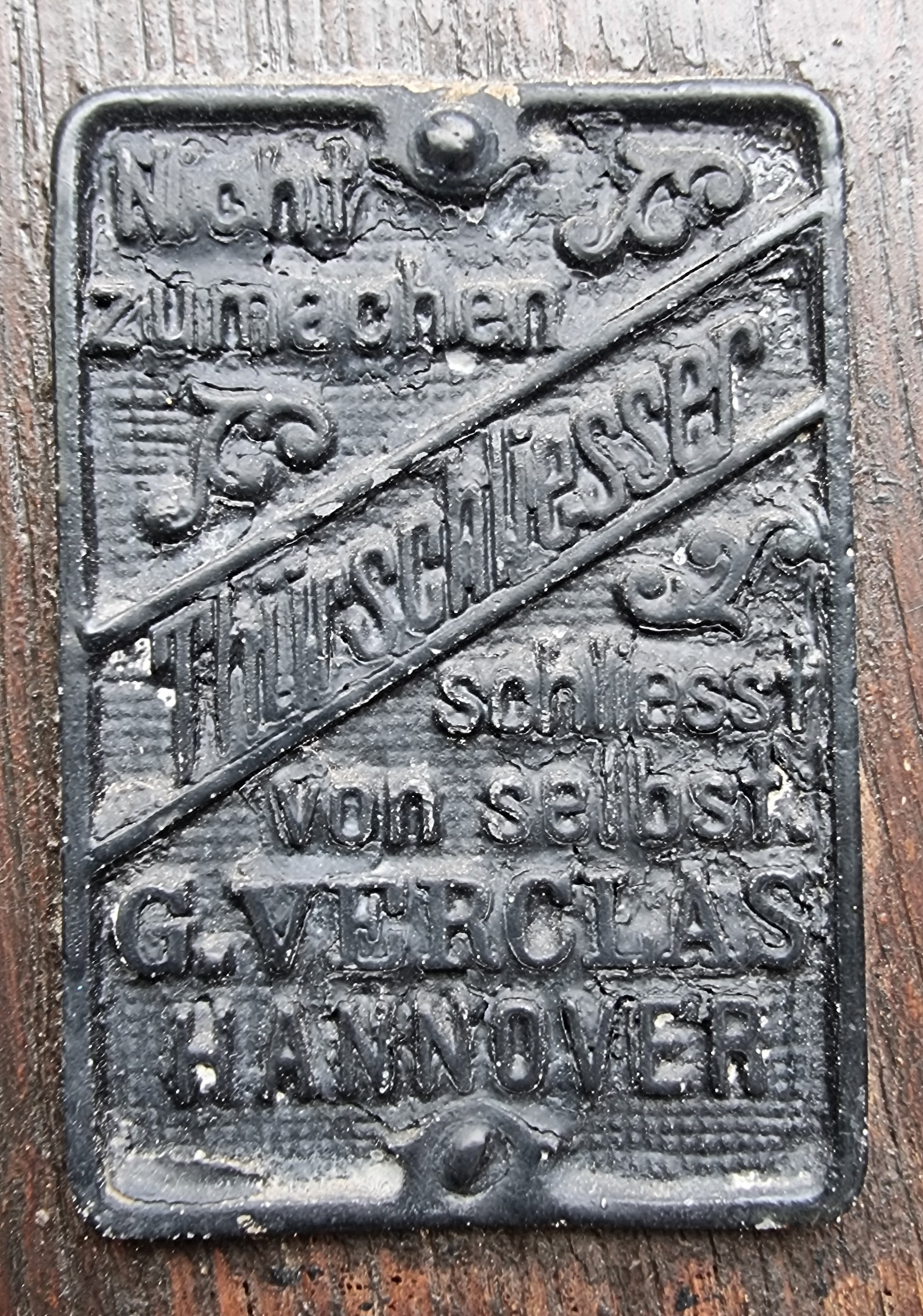
Tafel zum automatischen Türschließer von G. Verclas an der Michaeliskirche

Nur wenige Jahre nach der Aufstellung seiner Normaluhr heiratete Verclas am 3. Dezember 1881 die Auguste Sophie Louise Wilhelmine, geborene Bünger (* 25. Februar 1862 in Grone, entweder bei Göttingen oder bei Hannover; † 1. August 1934 in Hannover), Tochter des Lokomotivführers, Schlossers und Eisenbahningenieurs Friedrich Heinrich Wilhelm Bünger (1821–1895) und der Johanna Dorothea Engel Elisabeth Beushausen (* 1791). Mit seiner Ehefrau hatte Verclas acht Kinder. Im noch 1972 erhaltenen Familienalbum des Firmengründers fand sich neben Fotografien der Normaluhr auch eine Aufnahme von Gustav Verclas mit seiner Ehefrau Sofie auf der Gartentreppe seiner Villa.
Der Unternehmer war einer der ersten, der in Hannover einen eigenen Telefonanschluss erhielt. Als bekannte und hochgeachtete Persönlichkeit des städtischen Lebens war er einer der geladenen Gäste für die erste Fahrt einer „Elektrischen“ in der Geschichte der Straßenbahn in Hannover.
Zu Beginn des 20. Jahrhunderts wurde in dem vom Kaiserlichen Patentamt herausgegebenen Patentblatt ein von Gustav Verclas unter der Adresse Marienstraße 32 am 28. März 1903 angemeldetes Gebrauchsmuster für ein Tragegestell bekanntgegeben.
Gustav Verclas starb zur Zeit der Weimarer Republik am 2. April 1925 in Hannover, knapp ein Jahrzehnt vor seiner Ehefrau.

## Werke (Auswahl)
Neben Verclas’ Normaluhr auf dem Aegidientorplatz sind weitere Schöpfungen aus der Kunst- und Bauschlosserei Gustav Verclas bekannt, beispielsweise
- ein vierarmiger Kandelaber an der Georgstraße in Hannover,
- ein Ausstellungs-Pavillon für einen Fotografen am Georgsplatz in Hannover
- sowie der ehemals um den Tiergarten Hannover errichtete Zaun.[3]

Von „G. Verclas“ sind zudem rund 500 kg schwere Tresorbauten mit amerikanischem Riegelwerk ähnlich wie bei Bode & Troué aus dem Zeitraum zwischen 1880 und 1890 bekannt.
Ähnlich wie Carl Meyer und „Paumann“ lieferte Gustav Verclas die Kunstschmiedearbeiten für das von dem Architekten Carl Börgemann um 1900 am Georgsplatz errichtete Gebäude der Hannoverschen Bank.
Anfang der 1970er Jahre schrieb die Hannoversche Allgemeine Zeitung, dass „die Werke des Gustav Verclas wahrscheinlich allesamt aus dem Stadtbild verschwunden“ wären.